# Sveriges riksmarskalk
Hans Majestät Konungens Riksmarskalk är i Sverige den högste ämbetsmannen vid de Kungliga Hovstaterna och utses av statschefen. Riksmarskalken är ansvarig för hovstaternas verksamhet inför Konungen och sköter kontakterna med riksdagen och regeringen. Riksmarskalken bär titeln excellens (förkortad H. Exc.), som till 1974 även bars av stats- och utrikesministrarna.
Vid högtidliga tillfällen bär riksmarskalken hovuniform och en ämbetsstav, vilket är en lång stav i vars topp syns en förgylld kunglig krona.

## Organisation
Riksmarskalken leder Riksmarskalksämbetet (RMÄ) som omfattar en expeditionschef och ett kansli som handlägger juridiska och konstitutionella frågor. I Riksmarskalksämbetet ingår även hovets personalavdelning, ekonomiavdelning samt press- och informationsavdelning. Under riksmarskalken sorterar även Läkarstaten och Kleresistaten samt hovauditören och överhovmästarinnan.
Nära medarbetare till riksmarskalken är förste hovmarskalk som leder Hovmarskalksämbetet (HMÄ) och ansvarar för förberedelser och genomförande av kungafamiljens offentliga framträdanden, audienser och resor samt statsbesök.
Sedan 2012 har ämbetet ett vapen bestående av stora riksvapnet lagd över två korslagda riksmarskalkstavar. Riksmarskalken kan även lägga stavarna bakom sitt personliga vapen.

## Historik

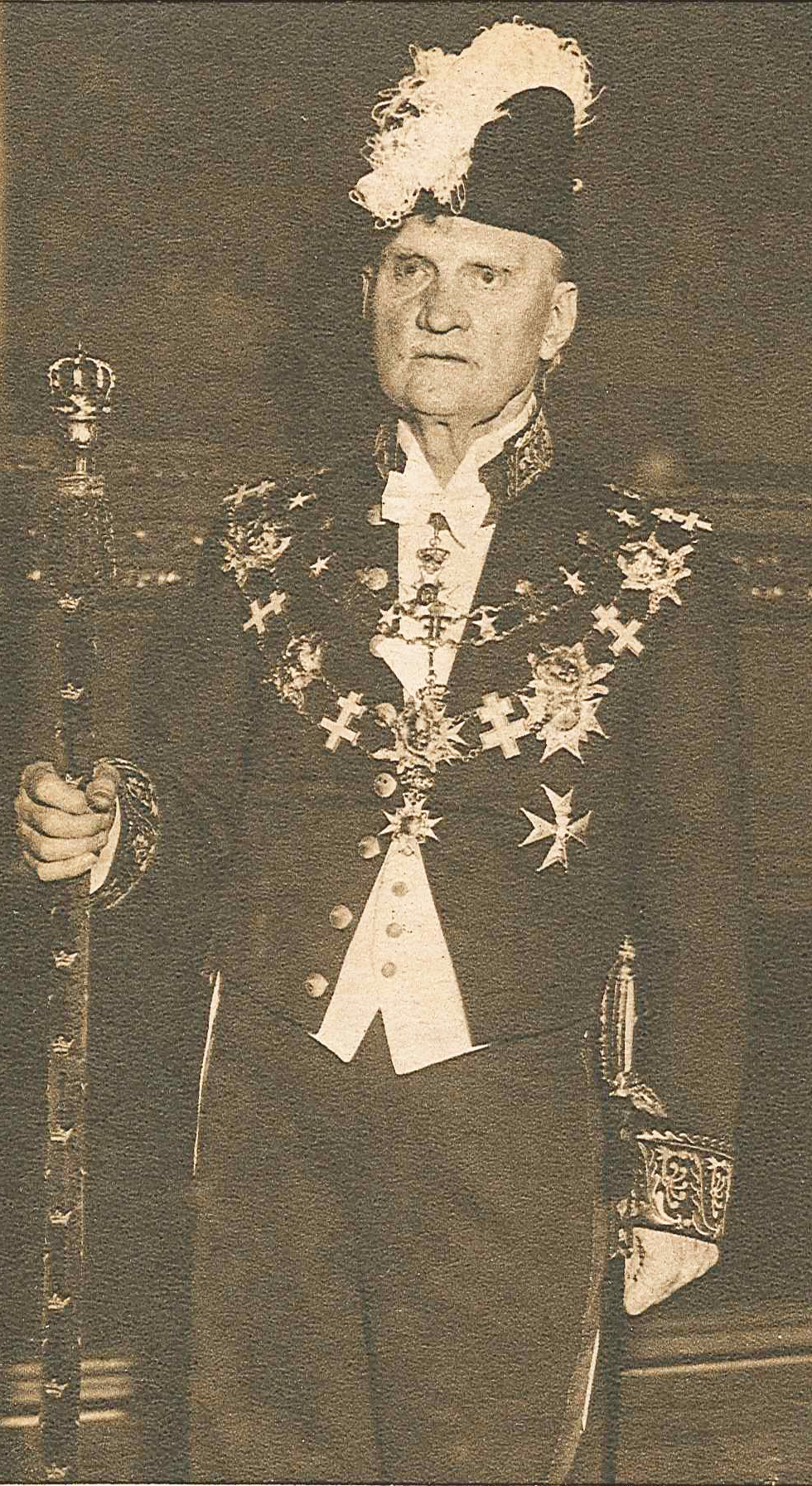
Axel Vennersten i full ornat som Sveriges riksmarskalk omkring 1942.

Ordet marskalks ursprungliga betydelse är ’hästsven’ och har förekommit i Sverige sedan medeltiden i dess sammandragna form, marsk. Riksmarskalksämbetet inrättades i Sverige 1607 då riksrådet Göran Claesson Stiernsköld utnämndes av Karl IX. I 1634 års regeringsform fastslogs att riksmarskalken ska vara ett riksråd, tillhöra de lägre riksämbetena och vara chef för hovet. År 1680 ändrades titeln till överstemarskalk för att 1722 ändras tillbaka till riksmarskalk. Fram till 1844 var riksmarskalken ordförande i borgrätten. Riksmarskalken rekryterades från början från högadliga ätter och den förste på posten som inte tillhörde adeln var Axel Vennersten (1936–1946).

## Lista över Sveriges riksmarskalkar sedan 1607
|     | Namn                                     | Porträtt | Levnads- år | Ämbets- period  | Anmärkningar            |
| --- | ---------------------------------------- | -------- | ----------- | --------------- | ----------------------- |
| 1.  | Göran Claesson Stiernsköld               |          | 1552–1611   | 1607–1611       | först på denna post     |
| 2.  | Henrik Carlsson Horn af Kanckas          |          | 1578–1618   | 1611–1618       |                         |
|     | vakans                                   |          |             | 1618–1634       |                         |
| 3.  | Axel Gustafsson Banér                    |          | 1594–1642   | 1634–1641       |                         |
|     | vakans                                   |          |             | 1641–1643       |                         |
| 4.  | Åke Axelsson Natt och Dag                |          | 1594–1655   | 1643–1651       |                         |
| 5.  | Magnus Gabriel De la Gardie              |          | 1622–1686   | 1651–1653       |                         |
| 6.  | Adolf Johan av Pfalz-Zweibrücken         |          | 1629–1689   | 1653–1654       |                         |
| 7.  | Johan Oxenstierna af Södermöre           |          | 1611–1657   | 1654–1657       |                         |
| 8.  | Gabriel Oxenstierna af Korsholm och Wasa |          | 1619–1673   | 1657-?          |                         |
| 9.  | Johan Gabriel Stenbock                   |          | 1640–1705   | 1673–1705       | riks- & överstemarskalk |
| 10. | Carl Piper                               |          | 1647–1716   | 1705–1716       | överstemarskalk         |
| 11. | Nicodemus Tessin den yngre               |          | 1654–1728   | 1717–1727       | överstemarskalk         |
| 12. | Magnus Julius De la Gardie               |          | 1669–1741   | 1727–1741       | överstemarskalk         |
| 13. | Samuel Åkerhielm af Margrethelund        |          | 1684–1768   | 1741–1747       | överstemarskalk         |
| 14. | Wilhelm Ludvig Taube af Odenkat          |          | 1690–1750   | 1747–1750       | överstemarskalk         |
| 15. | Claes Ekeblad den yngre                  |          | 1708–1771   | 1750–1761       | överstemarskalk         |
| 16. | Adam Horn af Kanckas                     |          | 1717–1778   | 1761–1769       | överstemarskalk         |
| 17. | Nils Adam Bielke                         |          | 1724–1792   | 1769–1772       | överstemarskalk         |
| 18. | Hans Henrik von Liewen den yngre         |          | 1704–1781   | 1772–1781       | från 1772 riksmarskalk  |
| 19. | Göran Gyllenstierna                      |          | 1724–1799   | 1781–1788       |                         |
| 20. | Carl Bonde af Björnö                     |          | 1741–1791   | 1788–1791       |                         |
| 21. | Johan Gabriel Oxenstierna                |          | 1750–1818   | 1792-1801       |                         |
| 22. | Axel von Fersen den yngre                |          | 1755–1810   | 1801–1810       |                         |
| 23. | Magnus Stenbock (1763-1822)              |          |             | 1810            |                         |
| 24. | Hans Henric von Essen                    |          | 1755–1824   | 1810–1824       |                         |
| 25. | Claes Adolf Fleming                      |          | 1771–1831   | 1824–1831       |                         |
| 26. | Magnus Brahe                             |          | 1790–1844   | 1831–1844       |                         |
| 27. | Arvid Mauritz Posse                      |          | 1792–1850   | 1845–1849       |                         |
| 28. | Mauritz Axel Lewenhaupt                  |          | 1791–1868   | 1849–1860       |                         |
| 29. | Nils Gyldenstolpe                        |          | 1799–1864   | 1860–1864       |                         |
| 30. | Gustaf Sparre                            |          | 1802–1886   | 1864–1886       |                         |
| 31. | Gillis Bildt                             |          | 1820–1894   | 1886–1894       |                         |
| 32. | Fredrik von Essen                        |          | 1831–1921   | 1894–1911       |                         |
| 33. | Ludvig Douglas                           |          | 1849–1916   | 1911–1916       |                         |
| 34. | Otto Hack Roland Printzsköld             |          | 1846–1930   | 1916–1930       |                         |
| 35. | Eric Trolle                              |          | 1863–1934   | 1930–1934       |                         |
| 36. | Oscar von Sydow                          |          | 1873–1936   | 1934–1936       |                         |
| 37. | Axel Vennersten                          |          | 1863–1948   | 1936–1946       |                         |
| 38. | Birger Ekeberg                           |          | 1880–1968   | 1946–1959       |                         |
| 39. | Nils Vult von Steyern                    |          | 1887–1966   | 1959–1966       |                         |
| 40. | Stig H:son Ericson                       |          | 1897–1985   | 1966–1976       |                         |
| 41. | Gunnar Lagergren                         |          | 1912–2008   | 1976–1983       |                         |
| 42. | Sten Rudholm                             |          | 1918–2008   | 1983–1986       |                         |
| 43. | Per Sköld                                |          | 1922–2008   | 1986–1996       |                         |
| 44. | Gunnar Brodin                            |          | 1931–2009   | 1996–2003       |                         |
| 45. | Ingemar Eliasson                         |          | 1939–       | 2003–2009       |                         |
| 46. | Svante Lindqvist                         |          | 1948–       | 2010–2018       |                         |
| 47. | Fredrik Wersäll                          |          | 1951–       | 2018–(2025)     |                         |
| 48. | Jan Björklund                            |          | 1962–       | tillträder 2026 |                         |